# Leyda
Leyda es una aldea chilena ubicada en la comuna de San Antonio, Región de Valparaíso. Está localizada a 90 kilómetros al oeste de Santiago. Leyda se encuentra en las partes altas de la cordillera de la Costa. Tradicionalmente, el valle de Leyda ha sido un área de secano costero enfocado en la ganadería y el trigo.

## Su nombre
Su nombre se origina en una deformación de lenguaje ya que por ella pasaba el camino y después el ferrocarril de ida a Santiago «la ida» o «leída». Personas ignotas con posterioridad afrancesaron el nombre colocándole Leyda. Este origen está descrito en el libro Gran señor y rajadiablos del escritor chileno Eduardo Barrios, cuya trama transcurre en gran parte en esta localidad. El otro lugar de la novela es Cáhuil, ambos en el antiguo Camino de la Costa.
Personas más cultas[¿quién?] posteriormente equipararon l'eida con el nombre femenino Leyda \le(y)-da\ es una variante del nombre griego Leda.

### Gran señor y rajadiablos
La novela Gran señor y rajadiablos del escritor Eduardo Barrios ocurre en el imaginario fundo «La Huerta» que «tendía sus valles, arrugaba sus lomas y erizaba sus montes a dos o tres leguas de Leyda o L’eida». Empieza el libro con el retrato del gran señor que Barrios bautiza con el nombre de José Pedro Valverde y Albán.

Bajo la encina centenaria, desdibujado dentro de la húmeda sombra, inmóvil como zorro al acecho, está el patrón... El poncho de vicuña cae desde sus hombros fuertes a todo el largo de su talla empinada sobre los tacones huasos. Veo el destello de sus ojos claros, que pone reflejos en la barba rubia.
Eduardo Barrios en Gran señor y Rajadiablos

En él relata la doble moral imperante en la clase alta chilena y el sojuzgamiento de la clase baja por derechos inmemoriales de los anteriores sobre sus mujeres aún prepúberes. En él se describe claramente el «derecho de pernada» que se usó en los campos chilenos hasta los años 1960 y que fue abolido legalmente y en forma definitiva por la reforma agraria, pero que al parecer para algunos solo cambió de nombre pasándose a llamar acoso sexual o pedofilia.

## Descripción

### Estación de ferrocarril

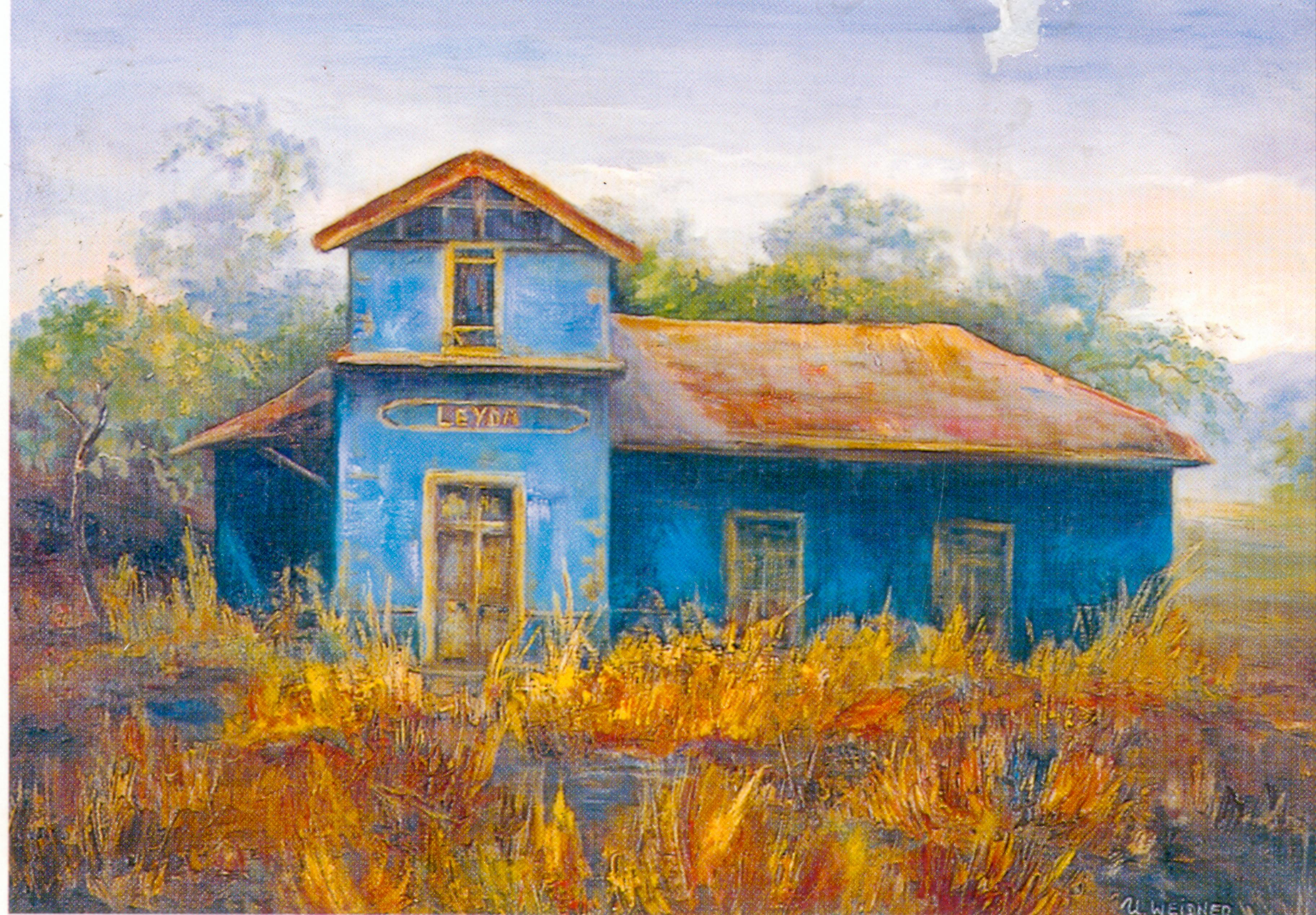
La Estación de Ferrocarril de Leyda, incendiada en 1984

El edificio más clásico de esta localidad, era la estación Leyda, que pertenecía al ramal Santiago - Cartagena, desapareció luego de ser consumida por un incendio forestal ocurrido el 4 de febrero de 1984. Su construcción, contemplada en el «Plan Balmaceda de 1888», es parte de la vida y los recuerdos de familias como los Valdés, Cox, Larraín, Fernández, Haeussler y Claro, entre otras. Hoy, esos ambientes y paisajes que recreaba el famoso escritor nacional, Eduardo Barrios en Gran señor y rajadiablos, han pasado a tener una gran importancia, ya que Leyda se ha transformado en una de las zonas más cotizadas, por la calidad de sus tierras, para los vinos blancos y pinot noir, ganadores de todos los concursos y las más altas puntuaciones en las guías de vinos. Así, existen hoy grandes viñas en la zona, además de importantes plantaciones de aceite de oliva, paltos, nogales y frutillas.

### Paso Sepultura
33°38′7.29″S 71°22′55.12″O / -33.6353583, -71.3819778
A pocos kilómetros hacia el este queda el paso superior Sepultura, llamado así por los innumerables muertos que han dejado los asaltos ahí perpetrados. Las condiciones orográficas lo hacen un lugar inmejorable para emboscadas desde tiempos inmemoriales, cosa que han aprovechado los delincuentes para efectuar violentos asaltos muchas veces con resultados de muerte. Los asaltos eran más frecuentes en relación con los viajes en carretas, las que debían casi detenerse para salvar la línea de cumbres en el sector. Hasta el día de hoy se efectúan dichos asaltos.
Antiguos relatos familiares recuerdan que hubo un gran accidente entre un tren y un automóvil, donde murieron muchas personas, por esa razón se hizo el paso Superior Sepultura, de hecho se encuentran muchas antiguas animitas. Innumerables animitas, monumentos recordatorios funerarios clásicos de Chile, recuerda en el lugar los muertos.

### Viña Leyda

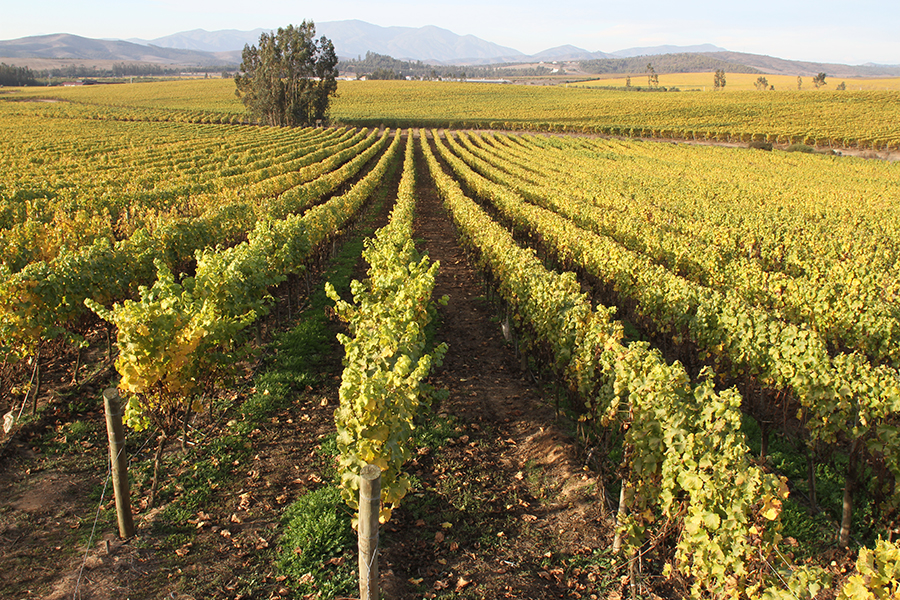
Viñedos en Leyda

Es una localidad eminentemente agrícola y en los últimos años ha logrado notoriedad su industria vitivinícola con vinos de denominación de origen Valle de Leyda. La Viña Leyda cuenta con viñedos plantados por un total de 210 hectáreas en el Valle de Leyda divididas entre Pinot Noir, Sauvignon Blanc, Chardonnay, Syrah, Riesling, Sauvignon Gris y Gewürztraminer. Actualmente se están realizando nuevas plantaciones de última generación de 115 hectáreas adicionales. A principios del 2007, Viña Leyda fue adquirida por Viña Tabalí, perteneciente en un 50 % a Guillermo Luksic y 50 % a San Pedro Wine Group, estableciéndose la sociedad Viñas Valles de Chile, la cual ampara los proyectos de Viña Tabali y Viña Leyda.

## Fundo Leyda
Este fundo perteneció por medio siglo a Ricardo Cox Méndez, quien fuera diputado por el Partido Conservador elegido en las elecciones parlamentarias de Chile de 1909 además de Ministro de Defensa de Chile en 1915), y antes era de Gregorio Mira Iñiguez. Hoy es propiedad de Max Correa Lecaros. Ricardo Cox fue abuelo del sociólogo chileno Pablo Huneeus. Las cenizas de su madre fueron esparcidas en Leyda.

Lo que más me gustaría sería que mis cenizas las esparcieran ustedes en los cerros de Leyda. En especial en el cerro del Peñón, donde trepábamos con Victoria, mi hermana, desde chicas, a contemplar salidas y puestas de sol acompañadas de los perros.
Virginia Cox en carta a su familia, 1988

Este predio se caracteriza por un paisaje muy atractivo de lomajes suaves, sobre los cuales, es posible ver el mar y la cordillera de los Andes a la vez. Sus suelos son franco arcillosos, de profundidad media que le dan buen carácter a los vinos. El clima es la principal característica de este fundo, debido a sus 14 km de distancia al mar, influencia que se traduce en un clima frío con neblinas prácticamente todo el año, logrando maduraciones lentas sobre todo hacia el final de la temporada, manteniendo de esta forma todas las características de los mejores Sauvignon Blanc, Pinot Noir y Chardonnay.
En la plantación de los viñedos, Undurraga utiliza la espaldera tradicional y la espaldera californiana, con densidades de plantación de 2800 a 3400 plantas por hectárea. Estos sistemas de conducción garantizan buena aireación de los racimos, ayudando de esta forma a la maduración de uvas sanas con buen contenido de azúcares lo cual asegura un adecuado grado alcohólico y óptima calidad. La vendimia se realiza manualmente entre los meses de febrero y mayo de cada año.

### Tranque Leyda
Desde la Autopista del Sol se toma la salida Leyda-Santo Domingo (kilómetro 90 aprox.), continuando por esta ruta hasta el kilómetro 8, sector «El tranque».
El Tranque Leyda presenta un entorno natural, con bastante vegetación a su alrededor, además es posible avistar gran variedad de aves, entre ellas loicas, garzas, etc., y mamíferos acuáticos como el coipo.

## Campo Lomas de Leyda
Campo Lomas de Leyda es una localidad cercana a San Antonio, ubicada a 90 km al oeste de Santiago y a 14 km del Océano Pacífico, específicamente en la ladera Oeste de la Cordillera de la Costa.
Este campo se caracteriza por las excelentes condiciones de suelo y por la influencia marina dada la proximidad a la costa. Las brisas provenientes del océano y la niebla costera, provocan un clima frío que se extiende durante la temporada de crecimiento, alcanzando en verano temperaturas que alcanzan los 25°, estas condiciones otorgan una maduración lenta y el desarrollo de sabores intensos y frescos de los vinos que se cosechan aquí. El campo cuenta con 169 [hectáreas] plantadas. Dentro de las variedades tintas se encuentran: Pinot Noir y Syrah. Dentro de las blancas destacan: Sauvignon Blanc, Chardonnay, Riesling, Sauvignon Gris y Viognier.

## Educación
La escuela de Leyda es la «G-483 Escuela Leyda»

## Deporte

### Club Deportivo Leyda
En 2008 el Club Deportivo Leyda celebró los 30 años de su mayor éxito deportivo: en 1978 el equipo comandado por Juan Carlos Muñoz y capitaneado por Jorge Montes se coronó campeón de la Liga Zonal Cuncumén, torneo que reunía a los más destacados equipos de las zonas rurales de la comuna de San Antonio. El capitán del equipo y expresidente del club, Jorge Montes, quien lleva varios años residiendo en la ciudad de Skene, en Suecia, trajo desde Europa las medallas y trofeos que sirvieron para reconocer y recordar el esfuerzo y el desempeño que colocaron los jugadores para obtener este campeonato, que sigue llenando de orgullo a la institución.

### Autódromo
Tiene una serie de actividades de distinto tipo como carreras de motocicletas en el Autódromo Pacífico Sport en la localidad.

## Problemas con el agua
En julio de 2009, Teletrece mostró la dura realidad de Leyda. Sus 800 habitantes llevaban años clamando por agua potable y aún esperan solución.
Desde que los pozos y norias se secaron, sus habitantes dependen de un camión aljibe que reparte agua una vez a la semana.
El 13 de mayo de 2010 el senador Ricardo Lagos Weber se reunió con dirigentes de los tres sectores, con quienes se comprometió a realizar todos los esfuerzos para que avancen los proyectos de agua que siguen en carpeta para estos sectores. 

Estamos a meses del Bicentenario y hay personas que están a cinco minutos de San Antonio y no cuentan con agua. No podemos operar con criterios económicos de mercado. Si es por eso Esval nunca va a llevar el agua a esos sectores, porque no es rentable. Por eso tiene que estar el aparato del Estado.
Ricardo Lagos Weber

## Oda a Leyda
Leyda era un pueblito muy pequeño que lo más grande que tenía era la estación del tren abandonada

Leyda estaba escrito con madera en la berma del camino y muy cerquita del riel oxidado

Leyda se leía a la distancia y la bodega ferroviaria parecía un corazón

Leyda es una estación del año un estado de mi cuerpo y de mi espiritualidad una lucha mortal entre olvido y canción

Leyda era un pueblito muy pequeño que los niños lo llevaban a la escuela en su bolsón como un libro

Leyda se enredaba en cada nota en todos los caminantes pa’ lograr su identidad en los mapas

Leyda y sus hombres caminando y los niños pa’ la escuela se desangra en la estación

Leyda me ha mirado tiernamente mientras yo tras este vidrio del bus paso sin mirar su lucha mortal entre olvido y canción.
Luis Díaz Muñoz

## Turismo
La zona lanzará una ruta turística que tendrá gastronomía, con la emergente cocina regional sobre la base de mariscos y enología. Esta iniciativa está apoyada por el Programa Litoral de los Poetas de la CORFO. La nueva ruta, explica, unirá en un circuito a los productores locales, gastronómicos y a estas viñas boutique, como los viñedos Matetic, Casa Marín, Amayna, Leyda y Malvilla. Con el apoyo del Programa de Turismo de Intereses de Corfo en el último año, viñateros, empresarios gastronómicos y turísticos han iniciado un proceso de capacitaciones y asociatividad bajo el concepto de la buena mesa como identidad local.

Somos en Chile el valle con las viñas más cercanas al mar y eso hace que sus vinos sean muy especiales, pero tenemos también una cocina regional emergente que antes grandes poetas aquí disfrutaron: lo que haremos es unir la buena mesa, la poesía y el mar en esta nueva ruta al turismo.
Mercedes Somalo, directora del proyecto Vinos de Proa